# マルガット城

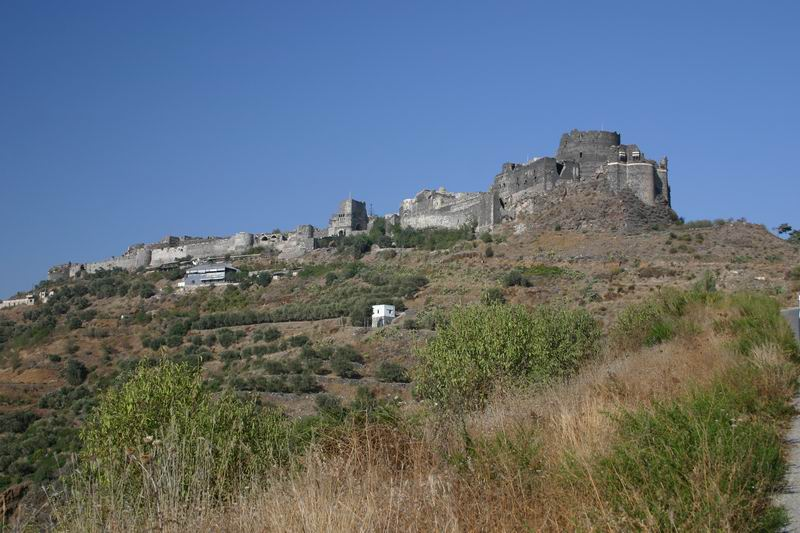
マルガット城

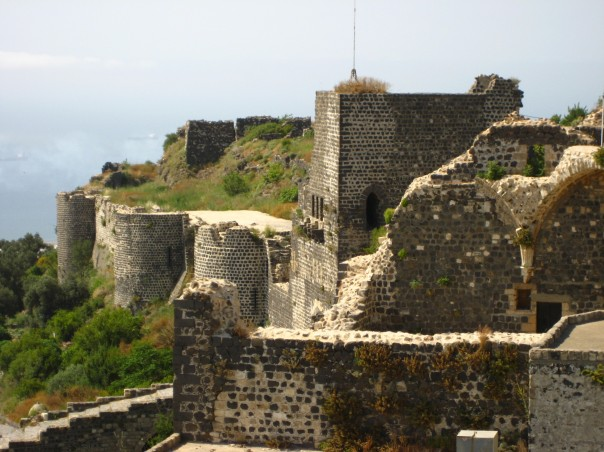
マルガット城

マルガット城またはマルカブ城（Marqab、フランス語: le Margat, アラビア語: قلعة المرقب Qal‘at al-Marqab、「見張り塔の城」）は、シリアに築かれた十字軍時代の代表的な城。クラック・デ・シュヴァリエとならぶ聖ヨハネ騎士団の本拠の一つであった。
マルガット城は、地中海に面した海抜500mほどの山の上にそびえる。この山は遠い昔に活動を停止した火山であり、南のトリポリと北のラタキアの間の街道沿いにある。海岸からは2km、バニヤースの町の約6km南にあたる。
おそらくフェニキアや東ローマ帝国の頃より砦があったと思われるが、現存する最古の遺構は1062年にアラブ人領主が作ったものであり、第1回十字軍を経て十字軍国家アンティオキア公国が周囲に建設された後もアラブ人領主が持ち続けた。1104年、ハッラーンの戦いでアンティオキアがムスリムに敗北を喫すると、東ローマ帝国は弱みに付け込みアンティオキアとその周囲に対する影響を強め、その際にこの砦をアラブ人から奪った。数年後、アンティオキアの摂政タンクレードがこの砦を奪いアンティオキア公国に編入した。
1170年代、アンティオキアのルノー2世マゾワール（Reynald II Mazoir）がトリポリ伯国の封臣としてマルガット城を支配した。この城は非常に巨大だったため、宮廷のさまざまな係や役人、下位の封臣団を独自に持っていた。彼の息子ベルトランは1186年、マゾワール家の力では城の維持費を賄いきれなくなったため聖ヨハネ騎士団に城を売った。聖ヨハネ騎士団は補修や増築を施して、これをシリアにおける拠点のひとつとした。騎士団の守る14の塔はどれも難攻不落と思え、1188年にサラーフッディーン（サラディン）がマルガット城に対する攻囲戦を行ったときも結局落せなかった。マルガット城は、サラーフッディーンによるシリア遠征の後に西洋人の手に残る数少ない領地のひとつとして、その後100年近く持ちこたえた。
13世紀はじめには、聖ヨハネ騎士団は城の周囲の土地や道路を支配下に置き、そこを通行する旅人、商人、巡礼らから大きな利益を得た。東ローマ帝国下のキプロス太守だったイサキオス・コムネノス（Isaakios Komnēnos、Isaac Komnenos）は、第3回十字軍の際にイングランド王リチャード1世に捕らえられキプロスを奪われた後、聖ヨハネ騎士団に引き渡され1194年までマルガット城に幽閉された。近くの町ヴァレニア（Valenia、現在のバニヤース）の司教も、1240年ごろ以降は守りの堅いマルガット城に拠点を移した。マルガット城は聖ヨハネ騎士団の砦や城の中でも格段に大きく、これより大きな城は南の内陸部にあるクラック・デ・シュヴァリエしかなかった。
エジプトのマムルーク朝のスルタン・カラーウーンは1285年4月25日からマルガット城の包囲に取り掛かった。工兵が北の城壁に穴を掘り、1ヵ月後に城は陥落した。カラーウーンは城の巨大さと騎士団の勇気に感心し、騎士団に対し、持てる物を全て持って安全に撤退できるよう取り計らった。カラーウーンは落とした砦は取り壊してきたが、この城に関してはマムルークの駐屯地として使い続けた。

## ギャラリー

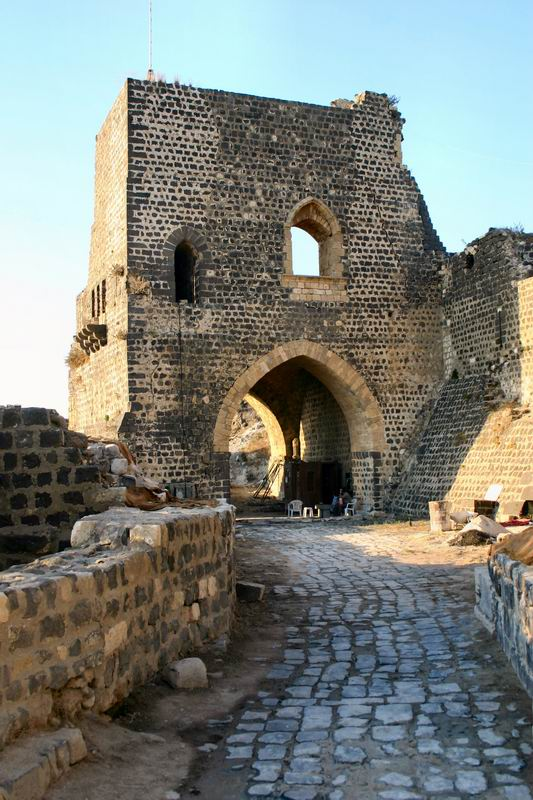
城門
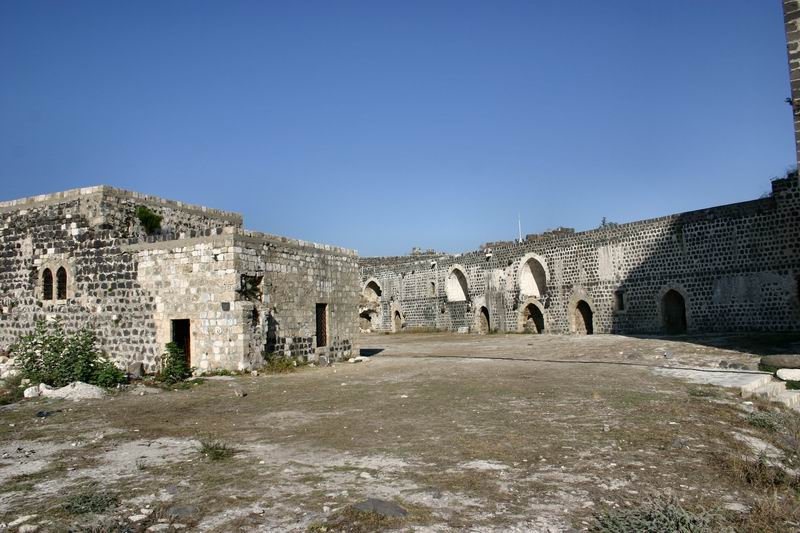
城壁の中
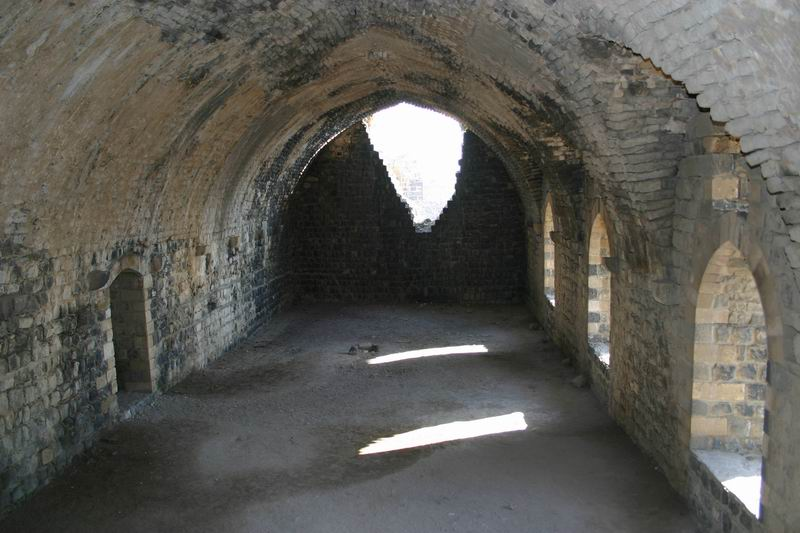
城の内部
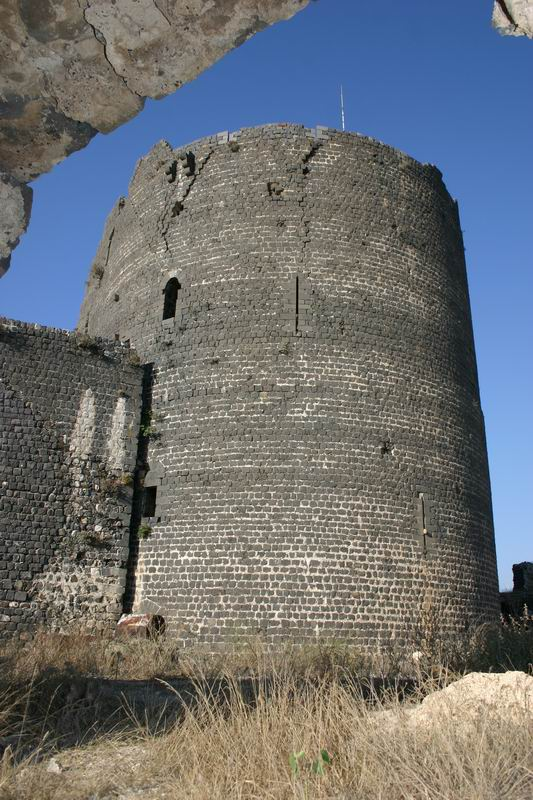
城の塔